# Sandi Arčon
Sandi Arčon (ur. 6 stycznia 1991 w Šempeterze pri Gorici) – słoweński piłkarz występujący na pozycji pomocnika w klubie ASD Gemonese. Wychowanek Bilje, w swojej karierze grał także w takich zespołach jak Gorica, Aszdod, Koper i Górnik Zabrze. Były reprezentant Słowenii do lat 21.